# Васильев, Дмитрий Дмитриевич (историк)
Дми́трий Дми́триевич Васи́льев (11 октября 1946 — 18 января 2021) — российский востоковед, тюрколог, организатор науки, руководитель эпиграфических экспедиций ИВ РАН по исследованию памятников древнетюркской письменности в Южной Сибири, заведующий Отделом истории Востока ИВ РАН (1993—2021), вице-президент Общества востоковедов РАН, член-корреспондент РАЕН, заслуженный деятель науки Республики Тыва, почетный член Турецкого лингвистического общества.

## Биография
Родился в Москве 11 октября 1946 года.
В 1971 году окончил Институт восточных языков при МГУ им. М. В. Ломоносова по специальности «История и филология тюркских народов» и в том же году поступил на работу в Институт востоковедения АН СССР в Отдел памятников письменности народов Востока. Вдохновленный примером русских востоковедов-путешественников, молодой ученый сразу же вошел в состав Саяно-Тувинской археологической экспедиции и занялся обследованием петроглифов и памятников древнетюркской письменности.
В 1973 году усилиями учёного был заключен договор между Советским комитетом тюркологов, ИВ АН СССР, Тувинским научно-исследовательским институтом языка, литературы и истории (ТНИИЯЛИ) и Хакасским научно-исследовательским институтом языка, литературы и истории (ХакНИИЯЛИ) о подготовке корпуса памятников тюркской рунической письменности бассейна Енисея. Тогда же Васильев принял руководство специальной группой Саяно-Тувинской экспедиции Академии Наук (СТЭАН), проводившей музеефикацию и фотофиксацию древнетюркских рунических надписей на территории Тувы и Хакасии. В 1975—1976 годах возглавил Эпиграфическую экспедицию ИВ РАН и ТНИИЯЛИ в Туве, а в 1978—1982 годах принял участие в работе Саяно-Тувинской археологической экспедиции, обследуя памятники древнетюркской письменности в Горном Алтае.
В 1979 году защитил диссертацию по истории тюркских народов средневековой Евразии на тему «Графический фонд памятников тюркской руники азиатского ареала». Одноименная монография вышла в 1983 году. В 1988 году «Корпус памятников тюркской рунической письменности бассейна Енисея» получил Международную награду Стамбульского университета «За высшие заслуги в тюркологии» и премию ЮНЕСКО «Хираяма — Шелковый путь».
В 1980-х годах принял участие в эвакуации памятников древнетюркской письменности из зоны затопления Саяно-Шушенской ГЭС в Тувинский республиканский музей, а в 1987 году возглавил Российско-Турецкую исследовательскую группу по изучению памятников Тувы и Хакасии (сюжет об их спасении вошел в фильм «Зона затопления»). В 1980-х годах подготовил раздел выставки РАН в США «Кочевники — владыки Евразии».
В 1988 году был удостоен Международной награды Стамбульского Университета «За высшие заслуги в тюркологии», а через год избран членом-корреспондентом Турецкого лингвистического общества (Türk Dili Kurumu). Коллеги по достоинству оценили научно-организационные способности ученого, избрав его вице-президентом Общества востоковедов АН СССР. За 30 с лишним лет деятельности Васильев подготовил семь Всероссийских съездов востоковедов в Элисте, Казани, Санкт-Петербурге, Москве, Уфе, Улан-Удэ и Звенигороде.
В непростом 1991 году, когда вслед за свободой пришли экономические трудности, Васильев оставался предан науке и энергично работал в экспедициях, став «мотором» процесса паспортизации памятников древнетюркской письменности. С 1992 года возглавил Эпиграфическую экспедицию ИВ РАН в Горном Алтае и в 1993—1995 годах пригласил для текстологического исследования новонайденных памятников ведущих мировых ученых. В экспедициях постоянно принимали участие сыновья Дмитрия Дмитриевича: старший — Дмитрий Дмитриевич, и младший — Александр Дмитриевич, также тюрколог.
В 1995 году Васильев вошёл в секретариат Международного Союза по Восточным и Северо-Африканским исследованиям (МСВАИ) в Париже и в секретариат Международных конгрессов востоковедов ICANAS, продолжая паспортизацию памятников в ТНИИЯЛИ и в Национальном музее им. Алдан-Маадыр в Кызыле. В 1999 году Монгольская АН удостоила его памятной медали Хубилай-хана за серию работ по письменной культуре кочевников.
В 2000 году Васильев стал обладателем Почетного знака Фонда Шамиля за участие в подготовке иллюстрированной энциклопедии «Шамиль и его эпоха». В следующем году его избрали членом-корреспондентом РАЕН с присвоением звания «Рыцарь науки и искусства» и вручением Ордена Св. Георгия. В 2002—2003 гг. во главе Экспедиционной группы ИВ РАН Д. Д. Васильев осуществил новое обследование крепости Пор-Бажын. В 2007—2009 гг. ученый вошел в оргкомитет и научный совет Федерального научного проекта «Крепость Пор-Бажын», возглавив отдельный отряд востоковедческих исследований Комплексной экспедиции. С 2005 г. начались работы Эпиграфической экспедиции ИВ РАН в Южной Сибири, где Д. Д. Васильев работал с сыном Александром, вместе они обследовали памятники тюркской рунической письменности в бассейне верхнего и среднего течения Енисея. В конце 2000-х гг. Васильев стал активно привлекать к работе комплексные международные исследовательские группы: так, в 2008—2014 гг. он исследовал памятники древнетюркской письменности Тувы и Хакасии совместно с венгерскими и турецкими учеными. В 2015—2019 гг. Д. Д. Васильев почти каждый летний сезон проводил Эпиграфическую экспедицию ИВ РАН в Южной Сибири.
В 2004 г. Д. Д. Васильев стал Генеральным секретарем Международного конгресса востоковедов в Москве. В 2005 г. Указом Президента РФ Д. Д. Васильев был награжден медалью «1000-летие Казани» и Серебряной медалью им. Петра Великого Международной Академии наук о природе и обществе «За заслуги в деле возрождения науки в России», в 2008 г. удостоился звания «Заслуженный деятель науки Республики Тыва». В 2010 г. Васильев был избран членом Международной тюркской академии в Астане, в 2012 г. был избран почетным членом Общества востоковедов Венгерской Академии наук, а в 2015 г. — членом Научного Совета по востоковедению при Президиуме РАН. В 2016 г. Д. Д. Васильев был награжден Золотой медалью Международной тюркской академии за ценный вклад в развитие тюркологии и научных связей в Евразии и получил Золотую медаль им. И. Ю. Крачковского.
Заслуги Д. Д. Васильева в области тюркологии были по достоинству оценены российскими и зарубежными коллегами: он был избран почетным профессором Казахстанско-Турецкого Университета им. Ходжи Ахмеда Ясеви, почетным профессором Казахстанского Университета им. Ч. Валиханова, почетным доктором Турецкого государственного университета в Ушаке, действительным членом Международной тюркской академии. Несмотря на проблемы со здоровьем в последние годы жизни, Дмитрий Дмитриевич продолжал вести активную научную деятельность, организовывать конференции, руководить Отделом истории Востока ИВ РАН и ездить в экспедиции, требовавшие немалого физического напряжения.
В 2017—2018 гг. Д. Д. Васильев организовал в РГГУ сопровождавшуюся выставкой конференцию «Историко-культурное наследие Сельджуков», сотрудничал с Турецким историческим обществом, входил в Оргкомитет Международного симпозиума «Правовой и исторический аспекты Первой мировой войны» в Анкаре, подготовил выставку «Документы по истории российско-турецких отношений из архивов Турции», собрал материалы для юбилейной выставки ИВ РАН и ГМИНВ об исследованиях ИВ РАН в Египте и Южной Сибири. В 2018 г. Д. Д. Васильев удостоился Почетной грамоты Президента РАН, а турецкий фонд «Валех Хаджилар» присудил ему награду «За заслуги в области культуры, истории, языка и литературы мира тюркских народов». В 2019 г. Ассоциация турецких предпринимателей присудила ученому «Международную премию дружбы им. Назыма Хикмета». Указом Правительства Республики Тыва от 7 февраля 2020 г. он был награжден орденом РТ «За многолетний добросовестный труд».
Д. Д. Васильев скончался 18 января 2021 г. в возрасте 74 лет из-за осложнений, вызванных коронавирусной инфекцией. Похоронен на Ваганьковском кладбище в Москве.

## Труды
Автор семи книг и более 300 научных публикаций по истории Востока и тюркологии, изданных в России, Турции, Венгрии, Германии, США. В числе его книг «Корпус памятников тюркской рунической письменности бассейна Енисея» (Л., 1983), «Графический фонд памятников тюркской рунической письменности азиатского ареала» (М., 1983), «Orhun», «Православные святыни Балкан» (СПб., 2004; в соавт.), «Корпус тюркских рунических надписей Южной Сибири», «Из Центральной Азии в Анатолию. Город и человек» (на русском, английском и турецком языках), «Крым в прошлом в старых фотографиях» (в соавт.), Одной из ведущих тем научных изысканий Д. Д. Васильева были исследования и систематизация памятников древнетюркской письменности. Этой теме — «Палеографическая систематизация памятников тюркской рунической письменности азиатского ареала» — была посвящена его кандидатская диссертация, которую Дмитрий Дмитриевич защитил в 1983 году.
Д. Д. Васильев входил в российские и зарубежные редколлегии и редакционные советы таких периодических изданий, как «Восток», «Восточный архив», «Эпиграфика Востока», «Тюркология» (Туркестан, Казахстан), «Вестник ИВ РАН» и «Восточный курьер».
Работы Васильева опирались на опыт исследователя-полевика, приобретенный в экспедициях в Туве, Хакасии, Горном Алтае и Монголии. Ученый успешно совмещал научную деятельность с преподавательской: читал курс лекций по истории Центральной Азии и Кавказа в РАНХиГС, основал и возглавил Российско-турецкий учебно-научный центр в РГГУ (ныне — Международный российско-турецкий центр РГГУ), руководил работой аспирантов: десять его аспирантов успешно защитили кандидатские, а двое — докторские диссертации.
Ответственный редактор учебных пособий «Древний и средневековый Восток» (М., 1983; М., 1984. в соавт.), один из составителей издания «Шамиль. Иллюстрированная энциклопедия» (М., 1997), член редколлегии издания «История Востока в 6 томах» (т. 1-5; М., 1997—2005); ответственный редактор монографии «Теория и методы исследования восточной эпиграфики» (М.: Вост. лит., 2006).

## Награды
- В 1988 г. вручена Международная награда Стамбульского государственного университета «За высшие заслуги в тюркологии», в виде позолоченного панно с вычеканенной надписью, в связи с изданием в 1986 г. «Корпуса памятников тюркской рунической письменности». О награде опубликовано Сообщение ТАСС в июне 1988 г.
- В 1997 г. Указом Правительства РФ награжден Медалью в честь 850-летия Москвы, Б № 0037576.
- В 1999 г. награжден Монгольской Академией наук медалью Хубилай-хана за серию работ по письменной культуре кочевников.
- В 2000 г. за участие в подготовке иллюстрированной энциклопедии «Шамиль и его эпоха» награжден Почетным знаком Фонда Шамиля
- 10.2002 избран членом-корреспондентом Российской Академии Естественных наук (удостоверение Ц-028) с присвоением звания «Рыцарь науки и искусства» и вручением Ордена Св. Георгия (Удостоверение и диплом).
- С 2003 г. — действительный член Императорского православного палестинского общества. В 2005 г. награжден Бронзовым знаком ИППО за № 14 за издание альбома-монографии «Православные святыни Балкан».
- В 2004 году присуждено звание Почетного профессора Казахстанско-Турецкого Университета им. Ходжи Ахмеда Ясеви, г. Туркестан, Казахстан (Решение Ученого совета университета от 30.07.2004.
- В 2005 г. Указом Президента РФ награжден медалью «1000-летие Казани», № 133002.
- В 2006 г. награжден Серебряной медалью им. Петра Великого Международной Академии наук о природе и обществе «За заслуги в деле возрождения науки в России».
- В 2008 г. удостоен звания «Заслуженный деятель науки Республики Тува», Вручены Указ Председателя правительства республики от 9.04.2008 за № 48 и официальный знак.
- В 2009 г. награжден Министерством образования и науки Казахстана медалью «За заслуги в развитии науки Республики Казахстан» за № 323 и удостоен звания Почетного профессора Кокчетавского гос. университета им. Чокана Валиханова на основании Решения Ученого совета университета от 25.05.2009, протокол № 7.
- В 2011 г. удостоен звания Почетного доктора Турецкого государственного университета в г. Ушаке.
- В 2012 г. избран Почетным членом Общества востоковедов им. барона Чома де Кёреши Венгерской Академии наук. Вручена титульная декларация общества на латыни.
- Награжден памятной медалью Республики Тыва «За вклад в изучение истории и культуры Республики Тыва». Приказ Минобрнауки РТ от 07.2014, № 849-д.
- 2012 г. награжден Почетной грамотой президента Российского исторического общества С. Е. Нарышкина (2015 г.)
- 2016 г. награжден памятной медалью правительства Республики Тыва в связи со 100-летием вхождения Урянхайского края в состав России
- Награжден Почетной грамотой Уфимского научного центра РАН за научные достижения в востоковедении и помощь в подготовке высококвалифицированных кадров для РБ.
- 2016 -награжден Грамотой Председателя Импер. Православного Палестинского Общества С. В. Степашин за многолетнее сотрудничество с ИППО и активное участие в его миротворческом служении 10.10.2016, № 340;
- 2016 — награжден Грамотой Московского государственного института культуры Минкультуры РФ за большой вклад в работу Гос. аттестационной комиссии в качестве ее председателя и за плодотворное сотрудничество с преподавателями и студентами;
- 2016 — награжден Грамотой Департамента национальной политики, межрегиональных связей и туризма Мэрии г. Москвы за большую обществ. работу по укреплению межэтнического сотрудничества, межрегиональных связей;
- Награжден Золотой медалью РАН им. И. Ю. Крачковского (за № 30 Решением Уч. Совета ИВ РАН от 5.102016). 2016
- 2017 — награжден Золотой медалью (GM-№ 020) Международной Тюркской Академии за ценный вклад в развитие тюркологии и научных связей в Евразии;
- 2018 г. — награжден Почетной Грамотой Президента Российской Академии наук А. М. Сергеева за плодотворную научную деятельность в связи с 200-летием Института востоковедения РАН.
- 2018 г. — Турецкий Фонд «Валех Хаджилар» международных научных и культурных исследований 24 ноября 2018 присудил награду «За заслуги в области культуры, истории, языка и литературы мира тюркских народов». Вручена в 2019 г.
- 2019 г.- Ассоциацией турецких предпринимателей в России присуждена «Международная премия дружбы им. Назыма Хикмета за вклад в укрепление дружбы и культурного сотрудничества между Турецкой Республикой и Российской Федерацией». Диплом и хрустальный памятный обелиск вручены в Москве 2 июня 2019 г.
- 2020 г. — Указом Главы Республики Тыва от 7 февраля 2020 г. № 26 награжден Медалью Республики Тыва за многолетний добросовестный труд.

## Семья
Жена Елена Александровна (17.04.1949 — 12.01.2021), тюрколог, переводчик с турецкого языка, один из переводчиков и ответственный редактор перевода «Речи» Мустафы Кемаля Ататюрка на русский язык, более 20 лет проработавшая в Посольстве Турции в Москве, с 2016 года — доверенный переводчик Посольства.
Сыновья: старший — Дмитрий (1972), и младший — Александр (1983), также тюрколог.